# Bonaparte et Pichegru - 1804
Pour plus de détails, voir Fiche technique et Distribution.
Bonaparte et Pichegru - 1804 est un film muet français réalisé par Georges Denola, sorti en 1911.

## Fiche technique
- Titre : Bonaparte et Pichegru - 1804
- Réalisation : Georges Denola
- Scénario : Georges Mitchell
- Photographie :
- Montage :
- Producteur :
- Société de production : Société cinématographique des auteurs et gens de lettres (S.C.A.G.L), Série d'Art Pathé Frères (S.A.P.F.)
- Société de distribution :  Pathé Frères
- Pays d'origine :  France
- Langue : film muet avec les intertitres en français
- Format : Couleurs et Noir et blanc — 35 mm — 1,33:1 — Muet
- Genre : Film dramatique, Film historique
- Métrage : 255 mètres, dont 200 en couleurs
- Durée : 8 minutes 30
- Dates de sortie :
  -  France : 30 juin 1911

## Distribution
- Georges Saillard : Bonaparte
- Louis Ravet : Pichegru
- Henri Étiévant : Le traître Leblanc